# Montmérac
Montmérac ist eine französische Gemeinde mit 725 Einwohnern (Stand: 1. Januar 2022) im Département Charente in der Region Nouvelle-Aquitaine. Sie gehört zum Arrondissement Cognac und zum Kanton Charente-Sud.
Sie entstand als Commune nouvelle mit Wirkung vom 1. Januar 2016 durch die Zusammenlegung der bisherigen Gemeinden Lamérac und Montchaude. Die ehemaligen Gemeinden verfügen in der neuen Gemeinde über den Status einer Commune déléguée. Der Verwaltungssitz befindet sich im Ort Montchaude.
Nachbargemeinden sind Saint-Ciers-Champagne im Nordwesten, Guimps und Barret im Norden, Barbezieux-Saint-Hilaire im Nordosten, Reignac im Osten, Le Tâtre im Südosten, Touvérac im Süden, Baignes-Sainte-Radegonde im Südwesten und Saint-Maigrin im Westen.

## Gliederung

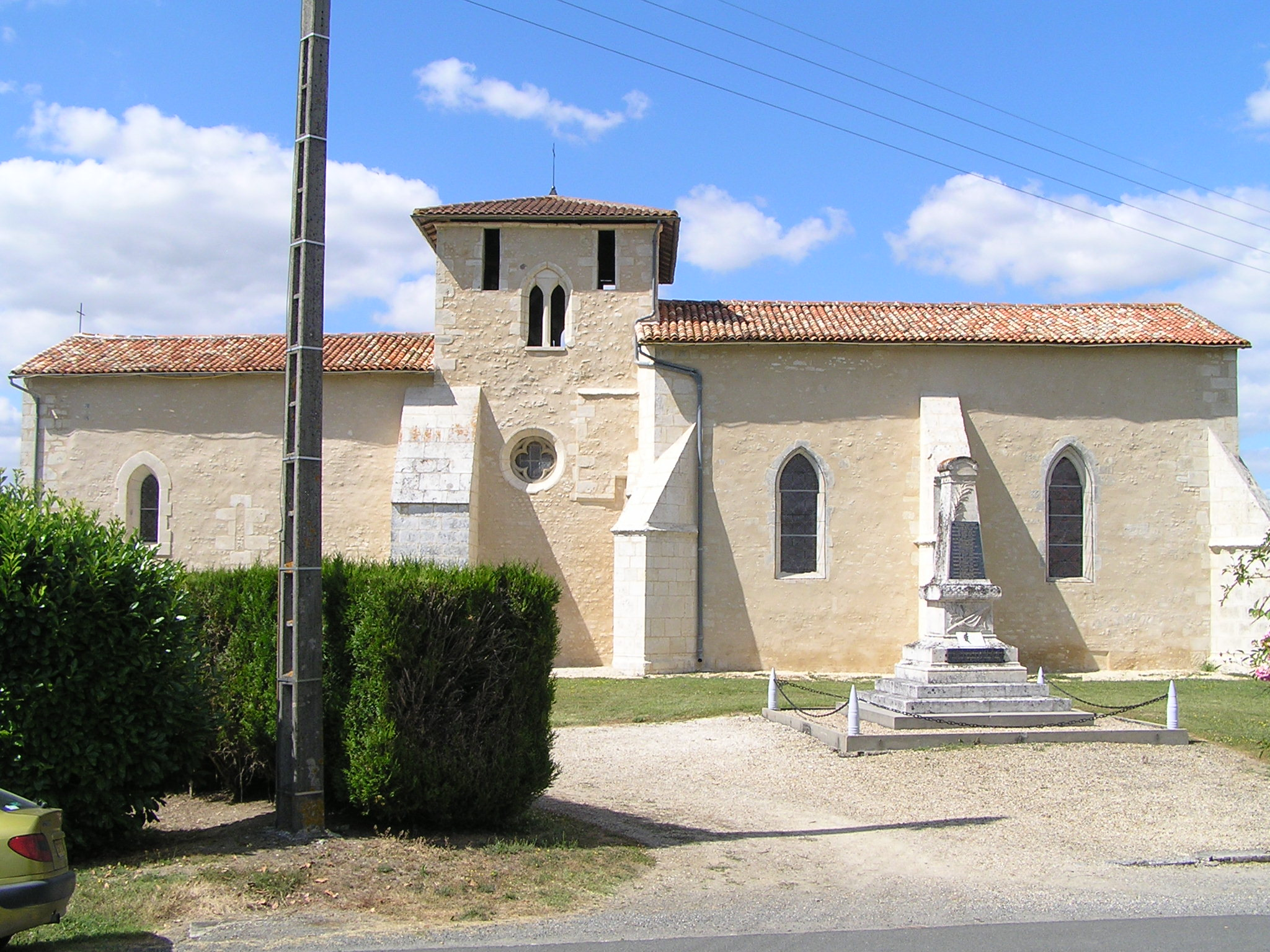
Kirche Saint-Saturnin im Ortsteil Lamérac

| Ortsteil                     | ehemaliger INSEE-Code | Fläche (km²) | Einwohnerzahl zum 1. Januar 2022 |
| ---------------------------- | --------------------- | ------------ | -------------------------------- |
| Montchaude (Verwaltungssitz) | 16224                 | 14,18        | 513                              |
| Lamérac                      | 16179                 | 09,21        | 212                              |